# Kronenkranich

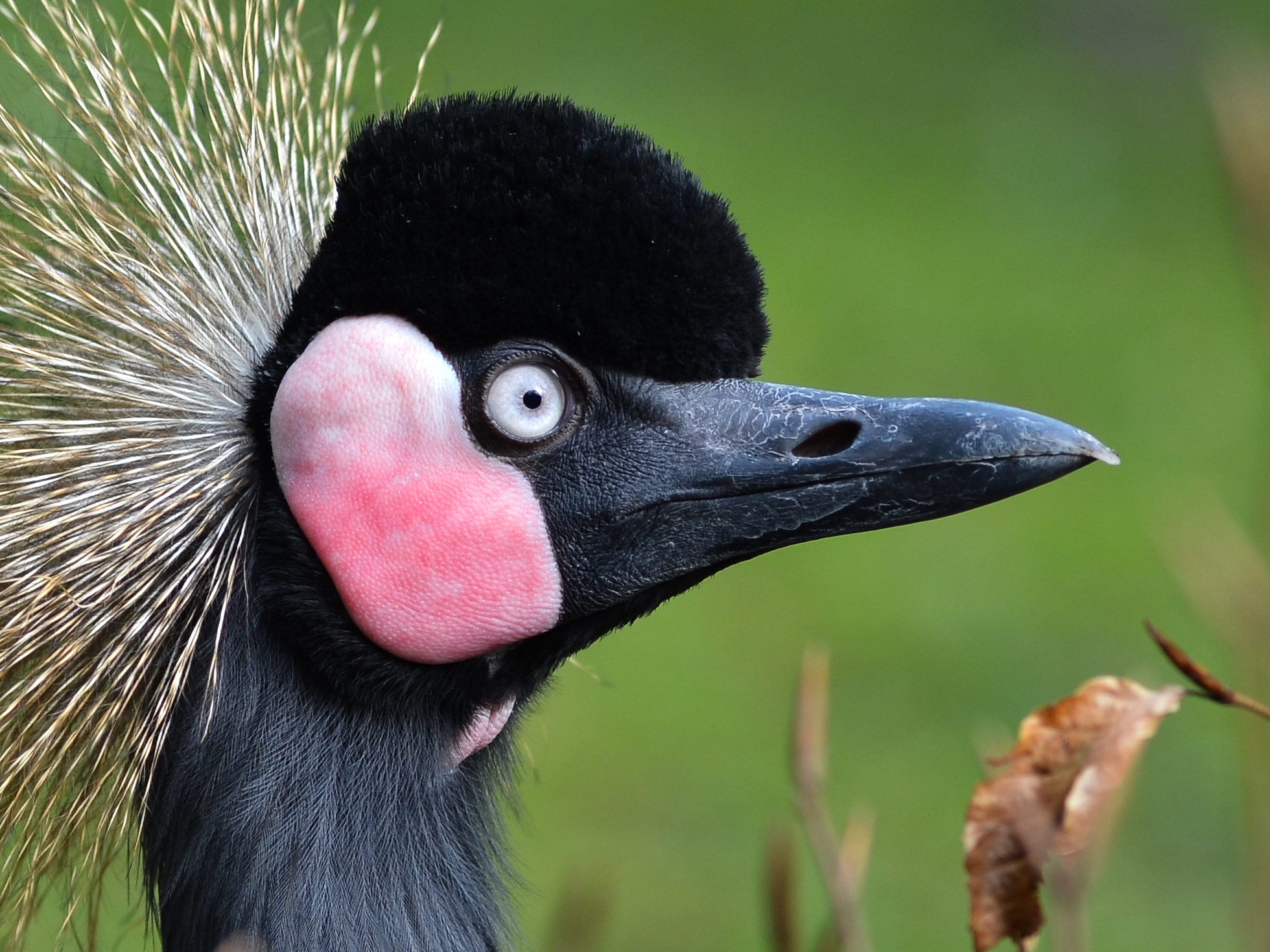
Gesichtszeichnung eines Kronenkranichs im Weltvogelpark Walsrode

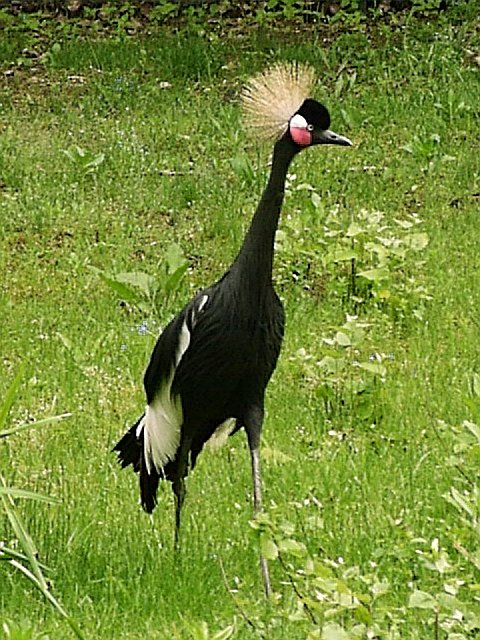
Schwarzhals-Kronenkranich im Tierpark Berlin

Der Kronenkranich (Balearica pavonina), auch Schwarzhals-Kronenkranich, Pfauenkranich oder Dunkler Kronenkranich genannt, ist eine Vogelart aus der Familie der Kraniche (Gruidae). Er ist nahe mit dem Südafrika-Kronenkranich (Balearica regulorum) verwandt. Es werden zwei Unterarten unterschieden. Ihr Verbreitungsgebiet liegt in Subsahara-Afrika.
Die Bestandssituation des Kronenkranich wird mit vu (= vulnerable – gefährdet) angegeben, da die Populationszahl des Kronenkranichs in den Jahrzehnten stark zurückgegangen ist. Wesentliche Ursache ist die Zerstörung seines Lebensraumes durch Trockenheit, Überweidung, Anwendung von Pestiziden und Entwässerung.

## Aussehen
Die Nominatform Westafrikanischer Kronenkranich (Balearica pavonina pavonina) erreicht eine Körperlänge von 95 Zentimeter. Das Körpergefieder ist dunkel schiefergrau bis schieferschwarz. Die Flügel sind weiß und rotbraun, die inneren Armschwingen sind nicht verlängert und die Zahl der Handschwingen beträgt zehn. Die Hinterzehe ist gut ausgebildet und hoch angesetzt. Sie erlaubt es dem Kronenkranich, Halt beim Aufbaumen zu finden. 
Wie für Kronenkraniche charakteristisch hat der Kronenkranich auf dem Hinterkopf eine auffallende, strohgelbe und büschelförmig ausgebildete Federkrone. Der große nackte Wangenfleck ist bei der Nominatform oben weiß und unten rosarot. Der rote Wangenfleck reicht bis zur unteren Augenkante. Die Kehlklunker sind bei beiden Unterarten nur sehr klein.
Die Unterart Sudan-Kronenkranich ist auffallend kleiner als die Nominatform. In der Gefiederfärbung gleicht die Unterart der Nominatform, der rote Wangenfleck ist bei dieser Unterart jedoch bis über die Augenkante ausgedehnt.

## Verbreitungsgebiet der beiden Unterarten
Der Kronenkranich kommt in Westafrika und in der Sahelzone vor. 
- Das Verbreitungsgebiet der Nominatform reicht vom Senegal bis Nordkamerun im Westen und dem Tschadsee im Osten.
- Der Sudan-Kronenkranich (Balearica pavonina ceciliae) kommt von Niltal ostwärts bis zum Turkansee und den äthiopischen Seen vor.

## Lebensraum und Lebensweise
Die Kronenkraniche bewohnen offene Graslandschaften in Wassernähe sowie Sumpfgebiete und Verlandungszonen von Seen. Sie kommen auch auf landwirtschaftlichen Nutzflächen vor. Außerhalb der Brutperiode ist der Kronenkranich ein geselliger Vogel, während der Fortpflanzungszeit ist er gewöhnlich paarweise zu beobachten. Wie alle Kraniche sind auch Kronenkraniche monogam und gehen eine Dauerehe ein. 
Ihre Nester errichten Kronenkraniche in unmittelbarer Gewässernähe. Es handelt sich gewöhnlich um Bodennester, nur ausnahmsweise werden sie auch in niedrigen Büschen oder auf Bäumen errichtet. Gelegentlich nutzen sie auch die alten Nester von Greifvögeln für ihr Brutgeschäft. Das Gelege umfasst drei bis vier Eier, die Brutzeit beträgt 28 bis 31 Tage. Beide Elternvögel brüten und betreuen anschließend die Jungvögel. Diese sind in einem Alter von etwa 10 bis 12 Wochen flugfähig.
Die Nahrung besteht aus Sämereien und verschiedenen Getreiden. Sie fressen außerdem Insekten, Mollusken, Krebstiere und Fische sowie Amphibien und Reptilien.

## Trivia
- Der Kronenkranich ist Nationalvogel von Nigeria, durch Bejagung und Lebensraumzerstörung dort mittlerweile aber nicht mehr vorkommend.[4]
- Für den Westafrikanischen Kronenkranich  (Balearica pavonina pavonina) existiert ein Europäisches Erhaltungszuchtprogramm.[5]

## Einzelbelege
1. ↑  Balearica pavonina in der Roten Liste gefährdeter Arten der IUCN 2012. Eingestellt von: BirdLife International, 2012. Abgerufen am 19. September 2016.
2. ↑   W. Grummt, H. Strehlow (Hrsg.): Zootierhaltung Vögel. S. 262
3. ↑   W. Grummt, H. Strehlow (Hrsg.): Zootierhaltung Vögel. S. 263.
4. ↑   Mark Cocker, David Tipling: Birds and People. S. 184
5. ↑   Grummt, H. Strehlow (Hrsg.): Zootierhaltung Vögel. S. 268.